# Erythrodiplax minuscula
Erythrodiplax minuscula bzw. Erythrodiplax connata minuscula ist eine Libellenart der Gattung Erythrodiplax aus der Unterfamilie Sympetrinae. Sie tritt im Osten der USA und Argentinien auf.

## Merkmale

### Bau der Imago
Das Tier erreicht eine Länge von 22 bis 27 mm, wobei 14 bis 17 mm davon auf das Abdomen entfallen. Die Hinterflügel sind zwischen 15 und 21 mm lang. 
Junge Tiere beider Geschlechter sind entweder grün-braun oder olivfarben. Auch die Vorderseite des Kopfes ist in oliv gehalten. Die Unterseite des Thorax ist frei von Verzierungen wie Streifen und anderen Mustern, allerdings aber dunkler als die Seiten.
Die Flügel sind durchsichtig, können aber am Körper einen leichten Schatten aufweisen.
Ausgewachsene Tiere sind größtenteils aschblau. Die Segmente 7 bis 10 hingegen sind schwarz. Der Cerci der Männchen ist nahezu weiß und der dreieckige Ovipositor der Weibchen liegt in Segment 9.

### Bau der Larve
Die einfarbige Larve erreicht eine Größe von 15 bis 16 mm.
Die rundlichen Augen sind seitlich unten am Kopf angeordnet und das Abdomen endet eher stumpf.
Die Larve hat mit Ausnahme des Prothorax einen unbehaarten Körper. Der Kopf ist länger als der Thorax, wobei am Unterkiefer vier Einkerbungen vorhanden sind. Die molare Zahnformel ist (2-4), allerdings stets ohne molaren Damm. Das dritte Segment der Antennen ist das längste. Die paarigen Seitenplatten (Ventrolateralplatten) des elften Hinterleibssegmentes, der sogenannte Paraproct, sind von der Seite gesehen glatt.

## Fortpflanzungsverhalten
Die Paarung erfolgt mit 20 s relativ schnell, woraufhin die Weibchen die Eier ablegen.
Beim Ablegen der Eier bewacht das Männchen das Weibchen, indem es, wie in der Gattung der Erythrodiplax üblich, um den Teich schwirrt.

## Ähnliche Arten
Neben der Ähnlichkeit zu einigen Vertretern der gleichen Gattung wie Erythrodiplax basifusca und Erythrodiplax fusca, von denen sie aber spätestens als ausgewachsenes Tier durch ihre aschblaue Farbgebung unterschieden werden kann, kann die E. minuscula auch mit der Libellula deplanata verwechselt werden. Diese weist allerdings braune Streifen an der Basis der Flügel auf.

## Schutzstatus

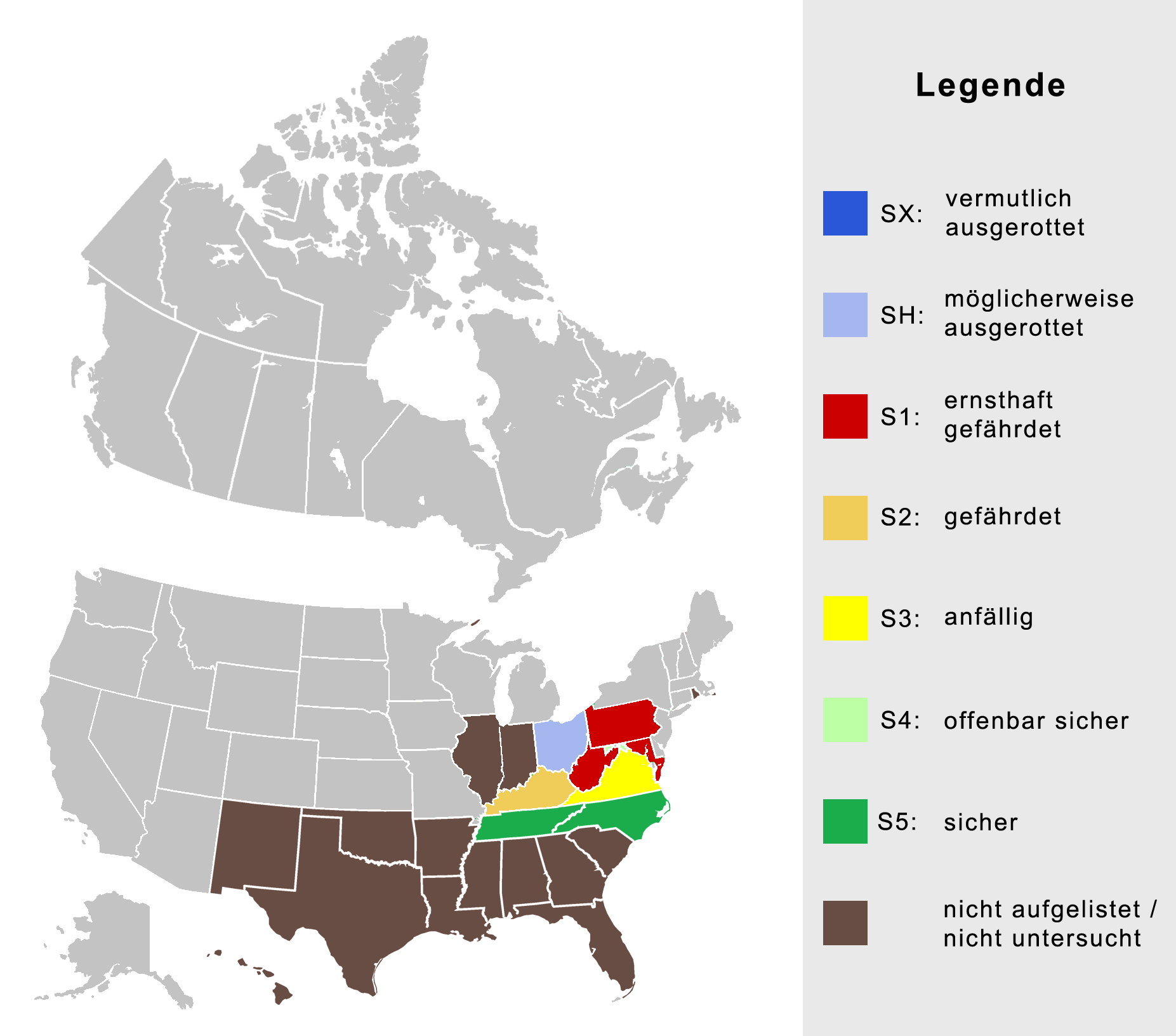
Der Schutzstatus der Erythrodiplax minuscula in den Bundesstaaten der USA und Kanadas

Die Erythrodiplax minuscula hat weltweit den Schutzstatus G5, womit sie als in hohen Zahlen vorkommende, sehr weit verbreitete und ungefährdete Art eingestuft wird. Diesen Status erhielt sie am 30. Dezember 1985. In den USA ist sie zwar national nicht eingestuft, sehr wohl aber auf Ebene gerade der östlichen Bundesstaaten. Diese sind in der Graphik rechts dargestellt.

## Namensgebung
Erstmals beschrieben wurde die Art als Libellula minuscula im Jahr 1842 durch Rambur.